# Eleonore Baur
Eleonore Baur (7 de septiembre de 1885, Baviera, Imperio alemán - Oberhaching, Alemania occidental, 18 de mayo de 1981), también conocida como la hermana Pia, fue una enfermera alemana y una figura importante del Partido Nazi y la única mujer conocida por haber participado en el Putsch de Múnich.

## Biografía

### Primeros años
Nacida como Eleonore Mayr en Bad Aibling, Baviera, en el entonces Imperio alemán, la madre de Baur murió cuando Baur era un bebé, y cuando tenía cinco años, Baur se mudó a Múnich con su padre y su madrastra.
En Múnich, Baur dejó la escuela a los 14 años para trabajar como asistente de matronería. A los 15 años dio a luz a un hijo ilegítimo cuyo destino se desconoce actualmente. A los 19 años dio a luz a un segundo hijo ilegítimo llamado Willhelm, a quien dio en adopción, y poco después se mudó a Egipto para trabajar como asistente de enfermería en un hospital de El Cairo.
Baur regresó a Múnich en 1907, llamándose a sí misma "Hermana Pia", y trabajó para la orden caritativa católica Gelbes Kreuz (Cruz Amarilla). En 1908 o 1909 se casó con Ludwig Baur, un ingeniero mecánico. El matrimonio terminó en divorcio después de cinco o seis años. Baur sirvió como enfermera durante la Primera Guerra Mundial y luego ayudó a las tropas de Freikorps Oberland durante su batalla contra la República Soviética de Baviera y en la campaña del Báltico en 1919.
En 1923 se casó por segunda vez con un gerente de hotel llamado Sponseil diez años menor que ella. Este matrimonio también terminó en divorcio.

### Partido Nazi
En 1920, Baur se encontró con Adolf Hitler en un tranvía en Munich y ayudó a fundar el Partido Nacionalsocialista Obrero Alemán (Nationalsozialistische Deutsche Arbeiterpartei; NSDAP), más conocido como el Partido Nazi. Baur se convirtió en una de las figuras nacionalsocialistas femeninas más notorias en Múnich en la primavera de 1920 y fue arrestada el 11 de marzo de 1920 por "perturbar la paz" después de un discurso antisemita en un mitin de mujeres en Múnich. Su posterior absolución la convirtió en una heroína del movimiento nacionalsocialista.
Baur continuó siendo activa en la política alemana, dando discursos y organizando eventos benéficos basados en los nazis, y el 9 de noviembre de 1923 fue la única mujer en participar en el Putsch de Múnich, durante el cual recibió heridas leves y por lo que luego recibió la Orden de la Sangre, siendo una de las dos mujeres alemanas y 14 austriacas en recibir la condecoración más alta del partido.
Durante el ascenso del NSDAP y tras su asunción de Hitler al poder en 1933, Baur permaneció cerca del liderazgo nacionalsocialista, acompañando a Hitler en los viajes de pícnic, y Heinrich Himmler nombró a su hermana de bienestar para las Waffen-SS en el campo de concentración de Dachau en 1933.
En 1934, Baur fundó la Orden Nacional Socialista de Hermanas (Schwesternschaft), convirtiéndose en su presidenta honoraria en 1937. Fue promovida bajo el régimen nacionalsocialista como la mujer alemana ideal (Der Spiegel la llamó "la enfermera de la nación nacionalsocialista") y su papel en el incipiente partido nacionalsocialista era bien conocido. Conocido como una fanática nacionalsocialista que odiaba a los judíos y a los polacos, Baur recibió varias medallas del partido, incluida la Orden del Águila de Silesia, la Medalla de Plata por la Valentía, la Orden de Sangre antes mencionada y la Cruz Baltikum.

### Dachau
Baur desempeñó un papel importante en la construcción y administración de Dachau y, aunque no hay evidencia de que Baur haya dañado físicamente a los prisioneros, fue acusada de intimidar a prisioneros, personal y vecinos y obligar a los prisioneros a trabajar en las renovaciones de la villa Hitler le había dado en Oberhaching. Además, se ganó una reputación en el campo como alguien que "requisó todo lo que no fue clavado".
Desde un pequeño campo cercano, München-Schwabing, grupos de prisioneros fueron "presuntamente azotados y ordenados a realizar trabajos manuales" en la casa de Baur, incluyendo "limpiar su casa, cuidar su jardín e incluso construir juguetes para niños".

### Posguerra
Baur fue arrestada por primera vez por cargos de crímenes de guerra en mayo de 1945, pero poco después liberada debido a la insuficiencia de pruebas. Luego compareció ante un tribunal de desnazificación en Munich en septiembre de 1949, donde fue categorizada como una criminal mayor, sentenciada a diez años en el campo de trabajos forzados de Rebdorf y sus bienes personales confiscados.
Liberada de la prisión en 1950 por razones de salud, Baur solicitó con éxito una pensión y compensación en 1955 y regresó a Oberhaching, donde murió a los 95 años en 1981.
Baur fue siempre leal al nacionalsocialismo, diciendo una vez: "Solo hay un Federico el Grande, solo hay un Adolf Hitler y solo una hermana Pia".